# Theta Bootis
Pour les articles homonymes, voir Asellus.
Désignations
Theta Bootis (en abrégé θ Boo), en français Thêta du Bouvier, est une étoile probablement binaire, située à environ 47,4 années-lumière de la Terre dans la constellation du Bouvier. De magnitude apparente proche de 4, elle est visible à l’œil nu.
Elle porte le nom traditionnel Asellus Primus (latin pour « premier petit de l'âne »), formant un astérisme avec Iota et Kappa Bootis (Asellus Secondus Asellus Tertius) ainsi qu'avec Lambda Bootis. Sa désignation de Flamsteed est 23 Bootis.

## Système binaire probable
La première composante du système (Theta Bootis proprement dite) est une naine jaune-blanche, étoile de la séquence principale, de type spectral F7 V. Son rayon est environ 70 % supérieur à celui du Soleil. La deuxième composante est une naine rouge de type spectral M2,5 V, elle est éloignée d'au moins 1 000 unités astronomiques de la première composante. Leur séparation apparente de 70 secondes d'arc en fait une double visuelle. Leur mouvement propre commun semble traduire une origine commune, mais la stabilité de leur lien gravitationnel est incertaine.